# 寧遠の戦い

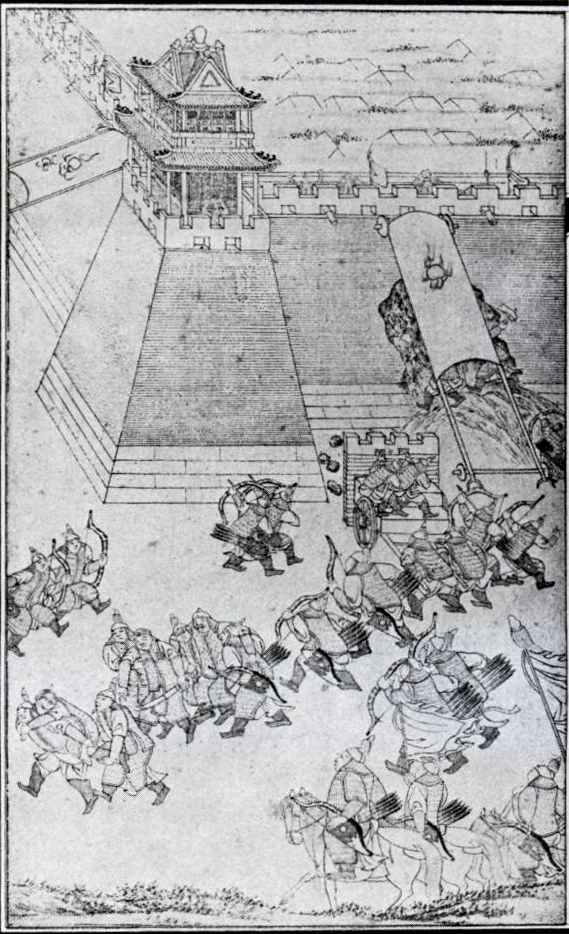
寧遠の戦いで城壁を攻撃する後金軍

寧遠の戦い（ねいえんのたたかい）は、明清交代期の1626年に発生し、明と女真の後金（後の清）の間の戦い。後金は、1618年から明と戦っており、ハンであったヌルハチは、明の降将の李永芳の助言によって寧遠を攻撃に適した対象であるとみなしていた。後金は寧遠の攻略に失敗し、ヌルハチは攻撃の際に負傷した。明の明白な勝利により、8年にわたる敗戦を続けた明が一時的に勢力を回復することとなった。

## 背景
明は1626年までに後金に一連の敗北を喫し、1621年には中核都市である瀋陽を、1625年には港湾都市である旅順を失っていた。
1622年に兵部尚書に任命された孫承宗は、自ら後金に備えて山海関以西の築城を計画し、袁崇煥は寧遠の担当となった。だが東林党を弾圧する魏忠賢と孫承宗の対立が激化し、部下の馬世龍が柳河の戦いで敗れると批判され、孫承宗は辞任した。後任の遼東経略（遼東を担当する司令官）の高第は、万里の長城外の全明軍に撤収と山海関外の放棄を命令した。袁崇煥は強硬に異議を申し立て、結果指揮下の部隊のみで寧遠を守ることとなった。袁崇煥の指揮下には2万名が留まった。
1626年にヌルハチは明が撤退したとの知らせを受け、李永芳の助言を受けて寧遠に前進することを決定した。寧遠攻略のため、ヌルハチ自らが10万から13万（少なくとも6万）の兵を率いた。当初ヌルハチは寧遠の防衛者を簡単に降伏させるための説得を企図し、20万の軍勢であることを誇る手紙を送ったが、袁崇煥は信じず、約13万人でしかないだろうと言い返した。更に袁崇煥は配下の満桂・左輔・祖大寿・朱梅・何可綱ら将士を集め、死守の誓いを立てた。この時「必死則生、幸生則死」（死を必すれば則ち生き、生を幸（こいねが）えば則ち死す。『呉子』「治平」）という古代の格言を引用したと言われている。
袁崇煥は清野作戦を行い、家など寧遠外の物を全て焼き尽くすよう命じ、そうすることで後金軍が何も使えないようにした。紅夷大砲（ポルトガル式の重砲）が城壁沿いに据え付けられ、福建出身の狙撃手が割り振られた。硝石の列が工兵を防ぐために城壁の基礎に置かれた。戦闘の前日袁崇煥は自ら防衛状況を点検するために壁沿いに歩き、公然と残った兵士と血盟をすることで後金への挑戦を表明した。袁崇煥はこの時山海関に見付けた脱走兵は処刑するとの命令を送り、従って都市の戦意は大いに盛り上がった。

## 戦いの流れ
後金軍が到着し寧遠の周辺に宿営したが、発砲する明軍の大砲の射程を見誤り、退却を余儀なくされた。
戦闘は最も脆いとみなした寧遠の南西角に対する攻撃をヌルハチが直率することで始まった。明の大砲が火を噴き、後金の騎兵隊に大量の死傷者を齎した。
後金軍は防御を強化した攻城兵器を弓兵による火力支援下で用いて別の角を攻め、守備に当たる明軍を誘引し重騎兵でその側面を突くことを目論んだ。しかし通常の砲撃に加えて防御部隊は有毒の爆弾によって後金軍の進撃を阻み、攻城車は楼や城壁からそれぞれが撃たれる結果に終わった。一部は城壁に取り付こうとしたが、事前に明が設置しておいた硝石の列が燃え出し、寧遠周辺に火炎の防御柵が巡らされることになった。続いて袁崇煥は「消耗」分隊を送り出し、残りの攻城兵器を処理した。そうしている内に後金は寧遠の別の角を攻撃していたが、燃える油と焼夷性の攻撃で撃退された。火薬と油が布地でくるまれたものが投下されていた。後金軍はその夜撤退した。
包囲がうまくいかないのを見てヌルハチは寧遠の主要な穀倉地帯である覚華島を攻撃するモンゴル騎兵部隊を派遣した。覚華島の防衛は、後金は舟がなく水兵が貧弱なために覚華島に侵攻できないと信じ込んでいたため、緩いものであった。しかしこの年覚華島周辺の海水は凍結し、後金軍は騎兵隊と共に渡ることができた。攻撃で数千人が死に穀倉が破壊されたが、覚華島は当面明の勢力下に保たれた。
攻撃失敗の数日後、寧遠は依然として陥落せず、それどころか後金軍に多大な損失を与えていた。ヌルハチ自身が砲撃で負傷し、盛京（瀋陽）への撤退を決めた。

## 余波
269個の首が袁崇煥の部隊に取られ、勝利の証として北京に送られた。袁崇煥は右僉都御史に昇進した。袁崇煥は失地を取り戻すために主要都市の要塞化を進行させ、寧遠の北にある錦州の防備を構築した。天啓帝は袁崇煥の建設事業を支援する4万の部隊を派遣した。
ヌルハチは8カ月後に瀋陽で死去した。八男で序列第四位の貝勒であるホンタイジが、新たな大汗となった。父と同様にホンタイジもまた、1年後に寧錦の戦いで敗れた。寧遠奪取に失敗したことが一時的に後金の進撃を停滞させたが、後金は渤海沿岸と李氏朝鮮で圧力を増した。
全体として女真は袁崇煥の死後でさえ寧遠守備隊の防御を破れなかった。しかし1644年、明の崇禎帝は、李自成の反乱軍に対して北京を守るために北京に撤退するよう寧遠守備隊に命じた。寧遠守備隊は北京陥落前に到着できず、崇禎帝は自殺した。その後清が反乱軍を破り、北京を手に入れた。